# شماره شناسایی مالیات دهنده شخص حقیقی
شماره شناسایی مالیات دهنده شخص حقیقی (به انگلیسی: Individual Taxpayer Identification Number) به اختصار (ITIN)، یک شماره پردازشی مالیاتی ایالات متحده است که توسط خدمات درآمد داخلی صادر شده‌است. این یک عدد نه رقمی است که با "۹" شروع می‌شود، دارای اعدادی در بازه "۵۰" تا "۶۵"، "۷۰" تا "۸۸"، "۹۰" تا "۹۲" و "۹۴" تا " ۹۹ "برای رقم‌های چهارم و پنجم است و شبیه شماره تأمین اجتماعی قالب‌بندی شده‌است (به عنوان مثال 9XX-7X-XXXX). شماره شناسایی موقت فقط برای مالیات دهنده اصلی صادر می‌شود و این شماره‌ها معمولاً پس از یک دوره تعلیق ۴۵ روزه شروع می‌شوند. ثبت نادرست فرم دبلیو-هفت (W-7)، چک کردن کادر اشتباه هنگام ارائه فرم دبلیو-هفت، یا در صورت عدم پذیرش مدارک شناسایی مالیات دهنده مالیات توسط خدمت درآمد داخلی، می‌تواند دلیل دریافت شماره مالیات دهندگان موقتی باشد. شماره شناسایی مالیات‌دهنده شخص حقیقی توسط خدمت درآمد داخلی برای افرادی صادر می‌شود که فاقد شماره تأمین اجتماعی اجتماعی معتبر ایالات متحده هستند و واجد شرایط دریافت آن نیز نیستند، اما طبق قانون موظفند اظهارنامه مالیاتی بر درآمد شخصی ایالات متحده را ثبت کنند. فرد حقیقی لازم است برای ارائه اظهارنامه مالیاتی باید کادرهای بی، سی، دی، ای، اف، یا جی را در درخواست دبلیو هفت پر کند. افرادی که کادرهای ای، اف یا اچ را پر می‌کنند برای عدم ثبت اظهارنامه مالیاتی در ایالات متحده و برای دریافت شماره شناسایی مالیات‌دهنده از خدمات درآمد داخلی، شرایط خاصی را احراز می‌کنند.